# Картушино
Картушино (укр. Картушине) — село, относится к Антрацитовскому району Луганской области Украины. Под контролем самопровозглашённой Луганской Народной Республики.

## География
Село расположено на реке под названием Малая Каменка. Соседние населённые пункты: посёлки Ясеновский (выше по течению Малой Каменки), Каменное, сёла Чапаевка, Красный Колос на юго-западе, посёлки Пролетарский на юге, Новоукраинка (выше по течению Малой Каменки), сёла Вербовка на юго-востоке, Мечетка на востоке, Каменка и Палиевка на северо-востоке, Ребриково (ниже по течению Малой Каменки), Македоновка и Шёлковая Протока на севере, Зеленодольское, Ореховка, Червоная Поляна на северо-западе, Зелёный Курган, посёлки Колпаково и Щётово на западе.

## История
По постройке церквей в Донских слободах можно судить об образовании поселений в Области Войска Донского. В слободе Картушина Черкасского округа в 1792 году была построена деревянная, однопрестольная Михайло-Архангельская церковь (храм Архистратига Михаила). Церковь была заложена 2 июня 1789 года, освящена 17 октября 1792 года. Учитывая, что для постройки церкви паства должна разрастись в количестве, то начало основания слободы можно отнести ориентировочно к 1740 годам.
В 1903 году, в 7 км южнее от села Картушино, была построена станция с одноимённым названием — Картушино.

## Население
Население по переписи 2001 года составляло 951 человек.

## Общие сведения
Почтовый индекс — 94666. Телефонный код — 6431. Занимает площадь 1,537 км². Код КОАТУУ — 4420386603.

## Местный совет
94665, Луганская обл., Антрацитовский р-н, c. Ребриково, ул. Советская, д.10а.